# Paradoxopsyllus scorodumovi
Paradoxopsyllus scorodumovi är en loppart som beskrevs av Scalon 1935. Paradoxopsyllus scorodumovi ingår i släktet Paradoxopsyllus och familjen smågnagarloppor. Inga underarter finns listade i Catalogue of Life.